# Sandra Rauch
Pour les articles homonymes, voir Rauch.
Sandra Rauch (Berlin, 1967) est une artiste allemande.
Elle commence à étudier le design de communication en 1991 au Berlin Kommunikationsdesign et en 1995 à la HfBK Dresde (Hochschule für Bildende Künste Dresden) où elle étudie peinture et graphisme. De 1993 à 1998, elle voyage en Italie et en France et en 1998 elle devient élève du Prof. Kerbach jusqu'en 2000. Elle travaille pour lui comme assistante à la HfBK Dresden depuis 2000.
Dans ses œuvres, créées avec son style photomécanique, elle joue didactiquement avec les possibilités formatives de la photographie digitale pour exprimer la culture quotidienne de notre monde.

## Bourses
- 1998 HSPIII Stipendium der Stadt Dresden
- 1998 Hegenbarth Stipendium der Stadtsparkasse Dresden

## Expositions
- 2006 Downtown Galerie Galerie Horschik Dresden
- 2005 XIV.Deutsche Grafik-Triennale Frechen (Cologne)
- 2003 Einzelausstellung Galerie Horschik Dresden
- 2002 100 Sächsische Grafiken Wanderausstellung (Europa)
- 2002 Jelly Fish in Space Kunstsalon Europa (Berlin)
- 2002-1998 Inhaberin des Kunstsalon Europa
- 2000 San.Di.Comander Mousonturm Francfort-sur-le-Main
- 1998 art`otel Dresden Flying Wentworth (Film)